# Collegium im. Floriana Znanieckiego w Poznaniu

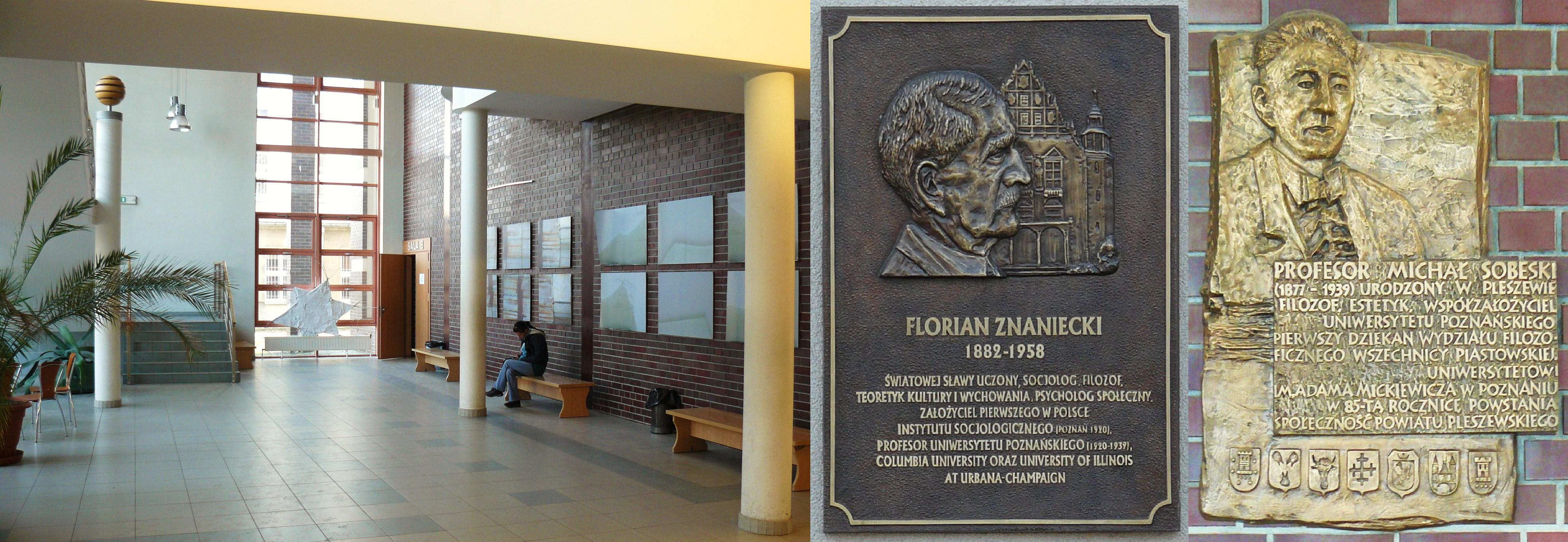
Wnętrze i tablice pamiątkowe

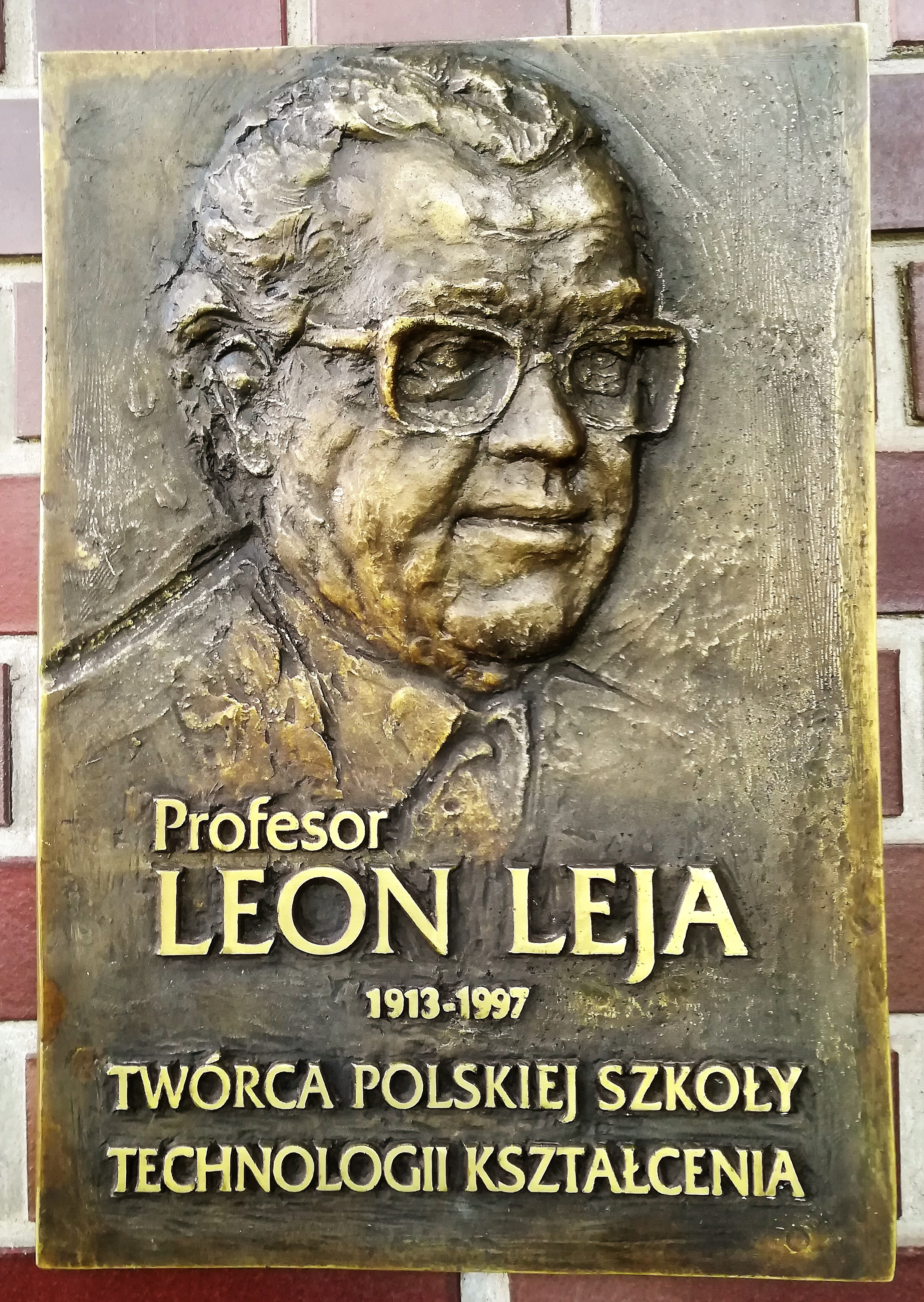
Tablica prof. Leona Lei

Collegium im. Floriana Znanieckiego w Poznaniu – jeden z budynków dydaktycznych Uniwersytetu im. Adama Mickiewicza w Poznaniu, zlokalizowany na Ogrodach, w obrębie kampusu przy ul. Szamarzewskiego 89 (Wydział Nauk Społecznych i Wydział Studiów Edukacyjnych).

## O patronie
Collegium (wcześniej Budynek E) zyskało patrona w dniu 26 kwietnia 2010, na wniosek Rad Wydziałów korzystających z obiektu. 28 października 2010 dodatkowo wmurowano w ścianę budynku tablicę ku czci Floriana Znanieckiego (1882-1958), socjologa, filozofa i pedagoga. Zorganizował on w Poznaniu (w 1930) pierwszy zjazd socjologów polskich, na którym powołano Polskie Towarzystwo Socjologiczne i zawiązano czasopismo Przegląd Socjologiczny. Uroczystość odsłonięcia tablicy prowadzili prof. Bronisław Marciniak – rektor UAM i prof. Andrzej Lesicki, biolog. W uroczystości udział wziął także wnuk prof. Znanieckiego – Michał Florian Znaniecki.

## Przeznaczenie
W budynku odbywają się nie tylko zajęcia dydaktyczne ze studentami, ale także spotkania i konferencje, jak również działania artystyczne i społeczne (np. Galeria Akademicka czy Hyde Park Szamarzewo).

## Tablice
Na elewacji zewnętrznej budynku wmurowana jest tablica pamiątkowa upamiętniająca Floriana Znanieckiego o treści: Florian Znaniecki, 1882–1958, światowej sławy uczony, socjolog, filozof, teoretyk kultury i wychowania, psycholog społeczny. Założyciel pierwszego w Polsce Instytutu Socjologicznego (Poznań, 1920), profesor Uniwersytetu Poznańskiego (1920–1939), Columbia University oraz University of Illinois at Urbana-Champaign.
Wewnątrz budynku znajdują się kolejne trzy tablice pamiątkowe, upamiętniające:
- prof. Michała Sobeskiego z 2004 o treści: Profesor Michał Sobeski (1877-1939), urodzony w Pleszewie, filozof, estetyk, współzałożyciel Uniwersytetu Poznańskiego, pierwszy dziekan Wydziału Filozoficznego Wszechnicy Piastowskiej. Uniwersytetowi im. Adama Mickiewicza w Poznaniu, w 85-tą rocznicę powstania, społeczność powiatu pleszewskiego (tablica wewnątrz, przy wejściu do Sali im. prof. Michała Sobeskiego),
- Janusza Korczaka,
- prof. Leona Leję, odsłonięta 30 marca 2016 o treści: Profesor Leon Leja, 1913–1997, Twórca polskiej szkoły technologii kształcenia (tablica pierwotnie została odsłonięta 1 lipca 1999 w budynku UAM przy ul. Słowackiego 20 w Poznaniu).